# Croix de Révillon
Pour les articles homonymes, voir Révillon (homonymie).
La croix de Révillon  est une croix monumentale située à Saint-Étienne-lès-Remiremont, dans le département des Vosges, en France.

## Localisation
La croix est située à la sortie du hameau, le long de l'ancienne route nationale 66. Elle fut déplacée de quelques mètres en 1983.

## Histoire
La croix, qui porte la date du 1530, est du XVIe siècle. Elle a été déplacée et restaurée en 1983. Le banc a été installé peu après.
Elle a été inscrite monument historique par arrêté du 25 avril 1942.

## Description
La croix en pierre est ornée, d'un côté, du Christ, et de l'autre, de la Vierge Marie. Sur le fut, quatre petites figures gracieuses figurent deux évêques, sainte Barbe et saint Sébastien. À mi-hauteur du fût se rencontre la représentation d'un prêtre. Enfin, au pied du fût se trouve Marie-Madeleine.